# Szúnyogirtó fogasponty
A szúnyogirtó fogasponty (Gambusia affinis) a csontos halak (Osteichthyes) osztályába, a fogaspontyalakúak (Cyprinodontiformes) rendjébe és az elevenszülő fogaspontyfélék (Poeciliidae) családjába tartozó faj.

## Származása, elterjedése
Eredeti előfordulási területe Amerika. Édes- és brakkvizű mocsarak, csatornák és lassú, tiszta vizű folyók lakója. Északi tájakra áttelepült populációi az igen hűvös időszakokhoz is hozzászoktak. A természetben nem ritka, hogy élőhelyének felszínén bizonyos helyeken jégréteg is képződik a tél folyamán. Több országba is betelepítették szúnyogirtás céljából, viszont invazívvá vált, majd a szúnyogok mellett az őshonos és gyakran még az idegenhonos, ám nem inváziós fajokat is elkezdte kiirtani. Ahová bekerül, néhány éven belül egyeduralkodó fajjá válik, további terjedését mindenképpen akadályozni kell.

## Alfajai
- Gambusia affinis affinis – Észak-Amerika
- Gambusia affinis holbrook – Amerika, ez az alfajt telepítették be több országa

## Megjelenése, felépítése
A két nem jelentősen eltér egymástól. A hímek 3 cm, a nőstények 7 cm hosszt érnek el. A nőstény teste vaskosabb, a hím inkább karcsú, megnyúlt. Amint erre neve is utal, állkapcsain apró fogak ülnek. Pikkelyei nagyok, oldalvonala nincs. Úszói áttetszőek, a hát- és a farokúszó sűrűn pettyezett. Háta és oldala szürkésbarna és a has felé világosodik. A terhes nőstények hasán látszik az úgynevezett terhességi folt. A hímek alsó úszójának néhány sugara az elevenszülő fogas pontyokra jellemző páros szervvé, gonopódiummá alakult.

## Életmódja, élőhelye
Csapatosan keresgéli táplálékát:
- ivadékkorában kerekesférgeket, majd planktonrákokat,
- kifejletten vízbe hulló rovarokat, szúnyoglárvákat, saját faja és más halfajok ivadékait, ikráit eszi, a nagyobb halak úszóit tépkedi. Nem veti meg a kétéltűek lárváit sem. Nagyon agresszív és falánk. Ennek és gyors szaporodásának okán ahol megjelenik, ott megtizedeli az ott jelenlévő élővilágot, és mivel a világon sokfelé széthurcolták, rengeteg fajt teljesen vagy szinte teljesen kiirtott, Európában a mediterrán vidékeken hatalmas pusztítást végzett az Aphanius nembe tartozó ikrázó fogaspontyok között; terjedése miatt több hal- és kétéltű faj eltűnt vagy visszaszorult.

### Szaporodása
A hím a párzószervével (gonopódium) termékenyíti meg a nőstényt, majd az ikrák annak testében fejlődnek, amíg készen nem állnak a kikelésre — ezt nevezik álelevenszülésnek.  A körülbelül 20–50 ivadék fejletten jön a világra, ahol azonnal táplálkozni kezd. Hamar elérik ivarérettségüket.

## Kárpát-medencei előfordulása
A fajt elsőként a Panama-csatorna építésekor vetették be a maláriaszúnyog elleni „biológiai fegyverként”. Mivel az akció sikeresnek bizonyult, 1920-ban minden kontinensre betelepítették. Magyarországra az első példányokat körülbelül egy évszázada hozták be. Ahol jelen van, hatalmas kárt tesz a gerinctelen és kétéltű faunában. Szerencsére eddig csak melegebb és mélyebb vizekben volt képes tartósan fennmaradni.
Magyarországon a Hévízi-tóban, a Városligeti-tóban és Miskolctapolca csónakázó tavában található.
A Magyar Haltani Társaság munkatársai a Zagyva néhány kilométeres torkolat feletti részén találtak rá a szúnyogirtó fogaspontyok (Gambusia affinis) több példányára, itt a 2010-es évek egy hideg tele miatt feltehetően kipusztultak, vagy legalábbis megritkultak. Budapest környékén egyes mélyebb tavakban évek óta stabil populációi élnek. A felmelegedés erősödésével számíthatunk további terjedésére is.